# Essai sur le goût
L’Essai sur le goût est un texte inachevé de Montesquieu publié à titre posthume sous le titre Essai sur le goût dans les choses de la nature et de l’art dans le tome VII de l’Encyclopédie (1757), à la suite de l'article « Goût (Grammaire, littérature et philosophie) » rédigé par Voltaire. L'Essai a été rapidement publié en volume, généralement à la suite du Temple de Gnide ou des Considérations sur les causes de la grandeur et de la décadence des romains, soit dans les Œuvres complètes de Montesquieu en 1758, et dans ses Œuvres posthumes en 1783, sous le titre : Réflexions sur les causes du plaisir qu'excitent en nous les Ouvrages d'Esprit et les productions des Beaux-arts.

## Résumé
Ce sont les différents plaisirs de notre âme qui forment les objets du goût. Il ne suffit pas de montrer à l'âme beaucoup de choses, il faut les lui montrer avec ordre. L'âme aime la symétrie, les contrastes, la surprise. Les gens délicats sont ceux qui à chaque idée ou à chaque goût joignent beaucoup d'idées ou de goûts accessoires.

#### Éditions
- Montesquieu, Essai sur le goût, Paris, Gallimard, coll. « Folioplus classiques », 2010 (1re éd. 1757), 128 p. (ISBN 978-2-07-043903-4).
- Montesquieu et Jean Starobinski (postface Louis Desgraves), Essai sur le goût : suivi d'un texte de Jean Starobinski, Paris, Payot & Rivages, coll. « Rivages poche », 1994 (1re éd. 1757), 103 p. (ISBN 2-86930-663-6).

#### Études
- Jean Ehrard (directeur), Catherine Volpilac-Auger (directeur) et al., Du goût à l'esthétique : Montesquieu, Bordeaux, Presses Universitaires de Bordeaux, 2007, 300 p. (ISBN 978-2-86781-445-7, lire en ligne).
- Pierre Truchot, « Essai sur le goût, présenté par E. Lièvre », sur montesquieu.ens.lyon.fr, février 2011 (consulté le 20 septembre 2016).
- Céline Spector, article Essai sur le goût dans le Dictionnaire Montesquieu: http://dictionnaire-montesquieu.ens-lyon.fr/fr/article/1376474372/fr/